# Alpine Ski-Junioreneuropameisterschaften 1981
Die 9. Alpinen Ski-Junioreneuropameisterschaften fanden vom 30. Januar bis 1. Februar 1981 im jugoslawischen Skigebiet Stari vrh bei Škofja Loka statt.

## Herren

### Abfahrt
| Platz | Land | Sportler        |
| ----- | ---- | --------------- |
| 1     | SUI  | Bernhard Fahner |
| 2     | AUT  | Rudolf Huber    |
| 3     | AUT  | Günther Fracaro |

### Riesenslalom
| Platz | Land | Sportler         |
| ----- | ---- | ---------------- |
| 1     | AUT  | Guido Hinterseer |
| 2     | AUT  | Günther Mader    |
| 3     | FRG  | Bernd Felbinger  |

### Slalom
| Platz | Land | Sportler      |
| ----- | ---- | ------------- |
| 1     | SWE  | Jonas Nilsson |
| 2     | AUT  | Walter Gugele |
| 3     | ITA  | Simone Galli  |

### Kombination
| Platz | Land | Sportler         |
| ----- | ---- | ---------------- |
| 1     | AUT  | Guido Hinterseer |
| 2     | AUT  | Walter Gugele    |
| 3     | SUI  | Luc Genolet      |

## Damen

### Abfahrt
| Platz | Land | Sportlerin          |
| ----- | ---- | ------------------- |
| 1     | FRA  | Catherine Quittet   |
| 2     | SUI  | Marlies Wittenwiler |
| 3     | AUT  | Sylvia Eder         |

### Riesenslalom
| Platz | Land | Sportlerin           |
| ----- | ---- | -------------------- |
| 1     | FRA  | Carole Merle         |
| 2     | FRG  | Michaela Gerg        |
| 3     | POL  | Dorota Mogore-Tlałka |

### Slalom
| Platz | Land | Sportlerin           |
| ----- | ---- | -------------------- |
| 1     | ITA  | Wilma Valt           |
| 2     | ITA  | Paoletta Magoni      |
| 3     | POL  | Dorota Mogore-Tlałka |

### Kombination
| Platz | Land | Sportlerin           |
| ----- | ---- | -------------------- |
| 1     | AUT  | Sylvia Eder          |
| 2     | FRG  | Michaela Gerg        |
| 3     | POL  | Dorota Mogore-Tlałka |

## Medaillenspiegel
| Platz | Land           | Gold | Silber | Bronze | Gesamt |
| ----- | -------------- | ---- | ------ | ------ | ------ |
| 1     | Österreich     | 3    | 4      | 2      | 9      |
| 2     | Frankreich     | 2    | –      | –      | 2      |
| 3     | Italien        | 1    | 1      | 1      | 3      |
| 3     | Schweiz        | 1    | 1      | 1      | 3      |
| 5     | Schweden       | 1    | –      | –      | 1      |
| 6     | BR Deutschland | –    | 2      | 1      | 3      |
| 7     | Polen          | –    | –      | 3      | 3      |